# 陈鸣商
陈鸣商（1841年12月—？），字凤翔，号云帆。浙江省玉环人。廪生，1882年光绪恩貢，出任候補教谕。他是《玉环厅志》编者之一。後來陈鸣商又牵头修撰《玉邑徐都陈氏族谱》。